# Општина Стежару (Телеорман)
Стежару (рум. Stejaru) општина је у Румунији у округу Телеорман.
Oпштина се налази на надморској висини од 123 m.